# Voicești
Voicești es una comuna ubicada en el distrito Vâlcea, Rumania.

## Superficie
Posee una superficie de 23,0 kilómetros cuadrados.

## Demografía
Hasta 2021 la población era de 1416 habitantes, con una densidad de población de 61,57 habitantes por kilómetro cuadrado.